# Macrostylis hirsuticaudis
Macrostylis hirsuticaudis är en kräftdjursart som beskrevs av Menzies1962. Macrostylis hirsuticaudis ingår i släktet Macrostylis och familjen Macrostylidae. Inga underarter finns listade i Catalogue of Life.